# Rock'n Coke
Rock'n Coke är en turkisk musikfestival i Istanbul, Turkiet, och som sponsras av Coca-Cola. Ett stort antal världskända band inom olika rockgenrer liksom andra musikstilar har spelat på festivalen, däribland Motörhead (2011), Linkin Park (2009), 50 Cent (2004) och Pet Shop Boys (2003).